# 第一屆全國體育大會
第一屆全國體育大會於2000年的5月在浙江寧波市舉行，目的是為促進中國的體育事業全面發展，推動中國非奧運項目的普及和提高，推進全民健身的開展，促進中國優秀非奧運體育項目向全世界推廣，儘快與世界運動會接軌。」，該屆全國體育大會是中國首個非奧運項目的運動會，為期共10天。

## 項目
首屆的全國體育大會共設17個項目，包括：

### 球類項目
- 檯球

- 高爾夫球

- 保齡球

- 門球

### 水上項目
- 蹼泳

- 摩托艇

### 模型項目
- 航海模型

- 航空模型

### 力量項目
- 中國式摔跤

### 美感項目
- 體育舞蹈

- 健美操

- 健美

- 技巧

### 棋類項目
- 中國象棋

- 圍棋

- 國際象棋

- 橋牌